# Demeter Lakatos
Demeter Lakatos (născut ca László Demeter și cunoscut și ca Mitică Lăcătușu; n. 19 noiembrie 1911, Săbăoani, Județul Roman (antebelic), România – d. 22 august 1974, Săbăoani, Neamț, România) a fost un poet român de origine ceangăiască, singurul care și-a compus opera în graiul nordic ceangăiesc.

## Biografie
Demeter Lakatos s-a născut ca László Demeter, în 19 noiembrie 1911, în Săbăoani. Oficial, în actele în limba română a fost trecut ca Vasile Dumitru. Tatăl său, cunoscut în sat ca Vrána Demeter, nu a urmat nicio școală și a fost de profesie fierar, de o condiție materială săracă. Acesta a murit în 1916 ca soldat în Armata Română în Primului Război Mondial, în Transilvania. Mama sa, rămasă văduvă și în sărăcie cu trei copii orfani, a supraviețuit ca zilieră și cu copiii trimiși la muncă. Demeter a urmat patru clase primare în satul natal și trei clase cu profil de fierărie și lăcătușerie în Roman, în limba română. În școală s-a remarcat ca actor de teatru în roluri principale și a început să scrie poezii în limba română. S-a calificat în profesia de lăcătuș la Roman. Datorită profesiei, și-a luat pseudonimul literar Lakatos Demeter.
Ulterior a învățat șoferia și a călătorit cu un automobil în România, și a activat ca actor, scenarist și regizor de teatru împreună cu o trupă proprie de teatru ambulant, între 1930 și 1937, cu piese proprii sau culese. În rolurile ținute a parodiat politicieni, boieri, preoți și în general persoane influente, fapt pentru care a fost încarcerat de mai multe ori. A practicat din nou șoferia și în 1938 și-a deschis un magazin, dar fără succes. În această perioadă a încercat să scrie cu o ortografie românească cuvinte în dialectul ceangăiesc maghiar învățat acasă și să scrie poezii în maghiară. Potrivit memoriilor sale, într-o scrisoare adresată lui Pál Péter Domokos, prima poezie în maghiară i-a fost publicată sub titlul „Latiatuc feleim zumtuchel” în numărul din 15 noiembrie 1935 al ziarului Keleti Újság⁠(d) din Cluj, ajutat cu entuziasm de către Jenő Dsida. O perioadă de timp a fost corespondentul ocazional din Cluj al cotidianului conservator Universul din București, apoi s-a întors în Moldova.
Jurnalistul și regizorul maghiar de origine turcă, Sefket Széfeddin bej⁠(hu)[traduceți], l-a descoperit pe Lakatos în timp ce vizita satele maghiare din Moldova, după cum a scris și în cartea sa A hét vár országa (1941). Ulterior a urmat o pauză de mai mulți ani, fără a mai fi menționat. În anul 1948 s-a angajat la o fabrică de mașini de treierat, unde s-a specializat ulterior ca maistru fierar, apoi s-a angajat la Fabrica de țevi din Roman. La Roman a fost angajat și la fabrica de zahăr, meserie pe care nu a practicat-o multă vreme.
În satul natal a fost cunoscut cu numele de Lakatos Demeter, nume sub care și-a semnat și poeziile în dialectul ceangăiesc. Poeziile în limba română le-a semnat cu pseudonimul Mitică Lăcătușu. Piatra funerară din cimitirul din Săbăoani l-a menționat sub pseudonimul în limba română. O stradă din sat a fost numită după acesta neoficial, de către săteni, încă din timpul vieții acestuia, iar oficial după moartea lui din anul 1974.

## Activitatea literară
Nu a putut să învețe ortografia maghiară, scriindu-și astfel poeziile în graiului ceangăiesc nordic aparținând limbii maghiare, cu o ortografie românească.
Potrivit autorului Frigyes Udvardy, poetul a fost descoperit de mai multe ori și uitat repede. După publicarea inițială în Keleti Újság⁠(d) cu ajutorul lui Jenő Dsida în 1935, și pauza care a urmat, a fost reintrodus în Utunk de către folcloristul József Faragó⁠(d), în 1956, motiv pentru care poeziile sale au căpătat o notorietate mai mare. După această dată a început să fie prezentat atât în publicații din Transilvania, fiind evocat mai ales de către György Beke⁠(hu)[traduceți], cât și din Ungaria, de către pictorul Lajos Ujváry⁠(d).
Alte poezii i-au fost publicate în ziarele Adevărul, Steagul roșu etc. precum și în Tolna M. Népújság, Új Írás, Vigília și altele. De-a lungul vieții a publicat peste 45 de poezii în ziare și reviste maghiare din Transilvania. Conform propriilor declarații, a scris câteva mii de poezii în limba maghiară și română. În limba română, în ziare a fost publicat doar ocazional. György Beke a intenționat să îi traducă poeziile din limba română în maghiară prin intermediul unui poet cunoscut maghiar, Sándor Kányádi, și să le publice, însă poetul i-a replicat că acestea sunt „impresii slabe [...] gânduri fără experiență, o revărsare de emoții [...].” A menționat totuși că ar fi foarte bucuros să vadă cele mai de succes scrieri ale lui Demeter Lakatos adunate într-un volum.
Operele sale au atras atenția etnografilor și lingviștilor maghiari, în poeziile sale existând prezentarea vieții tradiționale din Săbăoani, prin utilizarea arhaismelor maghiare ale graiului ceangăiesc de nord. În urma recomandării scriitorului József Méliusz, Editura de Stat pentru literatură și artă (ESPLA) din București, unde Méliusz era directorul departamentului în limba maghiară, a intenționat să-i publice un volum în anul 1959 sau 1958, când fusese semnat contractul pentru un volum de poezii. Cu toate acestea, publicarea a fost amânată, în 1972 Editura Kriterion a avut aceeași intenție neconcretizată, în aceeași perioadă când nici Pál Péter Domokos nu reușise să își publice poeziile la Kriterion. După această dată, Lakatos a fost menționat rar și a fost parțial uitat.
După încercări anterioare eșuate, membrii studenți ai Magyar Nyelvészeti Tudományos Diákkörének (în română Asociația Studenților Maghiari de Lingvistică) de la Universitatea „Eötvös Loránd” din Budapesta (ELTE), sub coordonarea lui Mihály Hajdú⁠(d), au cules toate poeziile disponibile ale lui Lakatos și le-au publicat într-un singur volum, scos în 350 de exemplare, intitulat Csángó strófák, din seria Magyar Csoportnyelvi Dolgozatok, 26, ELTE Magyar Nyelvtörténeti és Nyelvjárási Tanszéke și MTA Nyelvtudományi Intézete, 1986. După o altă sursă, la cererea Editurii Kriterion din București, Attila T. Szabó⁠(hu)[traduceți] și Árpád Farkas⁠(hu)[traduceți] s-au ocupat de volumul planificat abia după moartea sa, intitulat Csángó strófák și publicat în 1986 la Budapesta.
Acesta este recunoscut și în istoria literară românească. Opere ale acestuia au fost publicate în Ungaria, România și Elveția.
Asociația Culturală Ceangăiască „Lakatos Demeter” din Budapesta a fost înființată în 27 septembrie 1990.

### Stil literar
Poeziile sale, pe lângă valoarea lor estetică, sunt importante pentru că atestă o ruptură culturală față de Ungaria și Transilvania, datorată și unei lipse a unei educații în limba maghiară, situație prezentă și în restul satelor ceangăiești din Moldova. Astfel, Lakatos nu a putut învăța să scrie în limba maternă. Pot fi observate mai multe particularități dialectale în poeziile sale: forma sonoră a cuvintelor, conjugarea, formele cuvintelor și semnificația lor, structura propoziției. Deși știa și folosea litera și sunetul cs, în scrierile sale apare un înlocuitor. O trăsătură străveche a versetelor sale este absența frecventă a unor determinanți.
György Beke⁠(hu)[traduceți] a scos în evidență și greșelile de ortografie ale autorului, în ipostaza de cunoscător parțial de limbă maghiară: „expresiile specifice, schimbările în frază și particularitățile fonetice ale dialectului maghiar moldovenesc sunt combinate ciudat cu greșelile încrezătoare ale autorului, care lucrează cu mașina de scris, dar nu cunoaște ortografia maghiară.” Deși volumul din 1986 oferea explicații consistente ale cuvintelor anexate și puteau ghida cititorul, Beke a indicat și necesitatea unui volum care să transcrie poeziile în limba maghiară curentă și după cum ar fi dorit Lakatos ca acestea să fie, dacă ar fi cunoscut ortografia maghiară.
Beke nu a fost de acord cu afirmația celor care au îngrijit volumul din 1986 potrivit căreia la Lakatos se poate urmări „mecanismul de scriere al persoanelor bilingve [...] marea majoritate a operelor noastre dispersate au fost scrise în circumstanțe similare.”, întrucât operele vechi maghiare au folosit ortografia maghiară rudimentară a vremii sau arbitrar, cea latină, în timp ce în timpul lui Lakatos exista deja o ortografie maghiară acceptată, dar pe care nu o cunoștea. Tot Beke a declarat că Lakatos a cunoscut și limba maghiară modernă, folosea bine cuvintele, dar pe care le scria prost și că la Lakatos nu era singurul exemplu de neînțelegere de natură lingvistică, care cu greu putea fi considerat un fenomen, ci mai degrabă o „mamă vitregă a istoriei”.
Graiul ceangăiesc de nord, utilizat de Lakatos, corespunde după cercetările lingvistului Loránd Benkő⁠(hu)[traduceți] dialectului maghiar câmpean transilvănean (Mezőségi). Cum cel mai probabil prima apariție a ceangăilor în Moldova este localizată în secolul al XIV-lea, zona de câmpie a Transilvaniei fiind zona de origine a grupului nordic ceangăiesc, iar graiul utilizat de poet reprezintă cea mai veche formă a limbii maghiare în Moldova. În schimb, în grupul sudic s-au suprapus ulterior secui în mai multe valuri succesive. Graiul se diferențiază mult de limba maghiară literară, nefiind influențat de mediul școlar maghiar, inexistent în Moldova la acea dată. Se remarcă prin arhaisme, dezvoltări lingvistice interne specifice iar în cazul autorului, printr-o ortografie rudimentară.
Maniera lui Lakatos de a îmbina legendele populare, adesea prezentând un erou principal, cu dialectul specific s-a mai observat în romanul Sándor Rózsa al lui Zsigmond Móricz și în seria Ábel a lui Áron Tamási.
Textele poetului se remarcă prin unicitate în cultura maghiară, întrucât de-a lungul timpului a fost foarte dificil în a se găsi texte scrise care să reflecte un dialect local maghiar.
Din această cauză, Demeter Lakatos este descris ca fiind un poet naiv, rezultat dintr-un grup maghiar incapabil să-și formeze proprii intelectuali devotați sentimentului de apartenență.
Csangu mese/Csángó mese
|   | În graiul ceangăiesc nordic                                                                              | În maghiara literară |   |
| “ | Det en kysi gyermek ultam Zelszu beszedecsket szultam Mind mesekvel alitak-el A mezund pui kapaiasz nal. | Amikor én kicsi gyermek voltam az első beszédécskét szóltam, mind mesékkel aludtak el a mezon kukoricakapáláskor.       |   |
|   | Mikor riutam regei koran Anyam myndig el jot hozam Hingotot, kezdet meselny Bolondisan, el aludny,       | Mikor ríttam reggel korán. anyám mindig eljött hozzám ringatott, kezdett mesélni bolondosan elaltatni.                  |   |
|   | Monta, „ziszten zegbe napa! Huza, tiz okort u kapat! Ulian nehéz hegy re huzny” Mylen kunu ult, hazudny! | Mondta: „Az Isten az égbe a napot húzza, tíz ökröt kapott, olyan nehéz a hegyre húzni!”; milyen könnyű volt hazudni![A] | ” |

## Publicații
- Csángó strófák; ELTE–MTA Nyelvtudományi Intézet, 1986 (Magyar csoportnyelvi dolgozatok)
- Csángú strófák, selecție de poezii, Európai Protestáns Magyar Szabadegyetem, Berna, 1988, ISBN: 3-85421-027-2
- Búcsú az ifjúságtul; publicat de Győző Libisch, republicat de Pál Péter Domokos; Áramlat, 1992
- Csángú országba, poezii, povești și scrisori, vol. II, îngrijit de Győző Libisch, Asociația Culturală Ceangăiască „Lakatos Demeter”, Budapesta, 2003, ISBN: 963-206-453-4

## Titluri
- Cavaler al Culturii Maghiare⁠(hu)[traduceți], la propunerea Lakatos Demeter Egyesület (în română Asociației Lakatos Demeter), acordat postum de către Falvak Kultúrájáért Alapítvány pentru „îngrijirea  limbii și culturii maghiare dincolo de granițe” (Budapesta, 22 ianuarie 2009)[16]